# JavaScript Style Sheets
JavaScript Style Sheets (JSSS) – język zaproponowany przez Netscape Communications Corporation w 1996 roku, służący do opisu formy prezentacji stron WWW. 
Była to alternatywa dla CSS. Technologia została wysłana do W3C, lecz nie została zaakceptowana jako oficjalny standard i nie zyskała popularności na rynku. Jedyną przeglądarką wspierającą JSSS była Netscape Communicator w wersji 4. Wraz z wydaniem nowej wersji Netscape Communicator w 1997 roku, zaprzestano promować technologię JSSS, a w 2000 roku (wydanie wersji 6)
zaprzestano ją wspierać.
Używając kodu JavaScript jako arkusza stylów, w JSSS nadaje się style elementom poprzez modyfikację obiektu  document.tags.

## Przykład użycia
Kod w CSS wyglądający tak:
```
h1
 
{
 
font-size
:
 
20
pt
;
 
}

```

w JSSS wygląda następująco:
```
document
.
tags
.
H1
.
fontSize
 
=
 
"20pt"
;

```